# Collix suffusca
Collix suffusca là một loài bướm đêm trong họ Geometridae.